# Lista över svenska prinsar
Detta är en lista över svenska prinsar.
- Erik Valdemarsson (1272-1330)
- Hertig Magnus av Östergötland (1542-95)
- Gustav Eriksson Vasa (1568-1607)
- Karl Filip (1601-22)
- Fredrik Adolf (1750-1803)
- Karl Gustav (1782-83), se Gustav III
- Gustav, "prins av Wasa" (1799-1877)
- Prins Gustaf (1827-52)
- Prins August (1831-73)
- Prins Carl Oscar (1852-54), se Karl XV
- Prins Oscar, sedermera Prins Oscar Bernadotte (1859-1953)
- Prins Carl (1861-1951)
- Prins Eugen (1865-1947)
- Prins Wilhelm (1884-1965)
- Prins Erik (1889-1918)
- Prins Gustaf Adolf (1906-47)
- Prins Sigvard, sedermera Sigvard Bernadotte (1907-2002)
- Prins Lennart, sedermera Lennart Bernadotte (1909-2004)
- Prins Carl, sedermera Prins Carl Bernadotte (1911-2003)
- Prins Bertil (1912-97)
- Prins Carl Johan, sedermera Carl Johan Bernadotte (1916-2012)
- Prins Carl Philip (född 1979)
- Prins Daniel (född 1973)
- Prins Nicolas (född 2015)
- Prins Oscar (född 2016)
- Prins Alexander (född 2016)
- Prins Gabriel (född 2017)
- Prins Julian (född 2021)